# Alexandru Leca Morariu

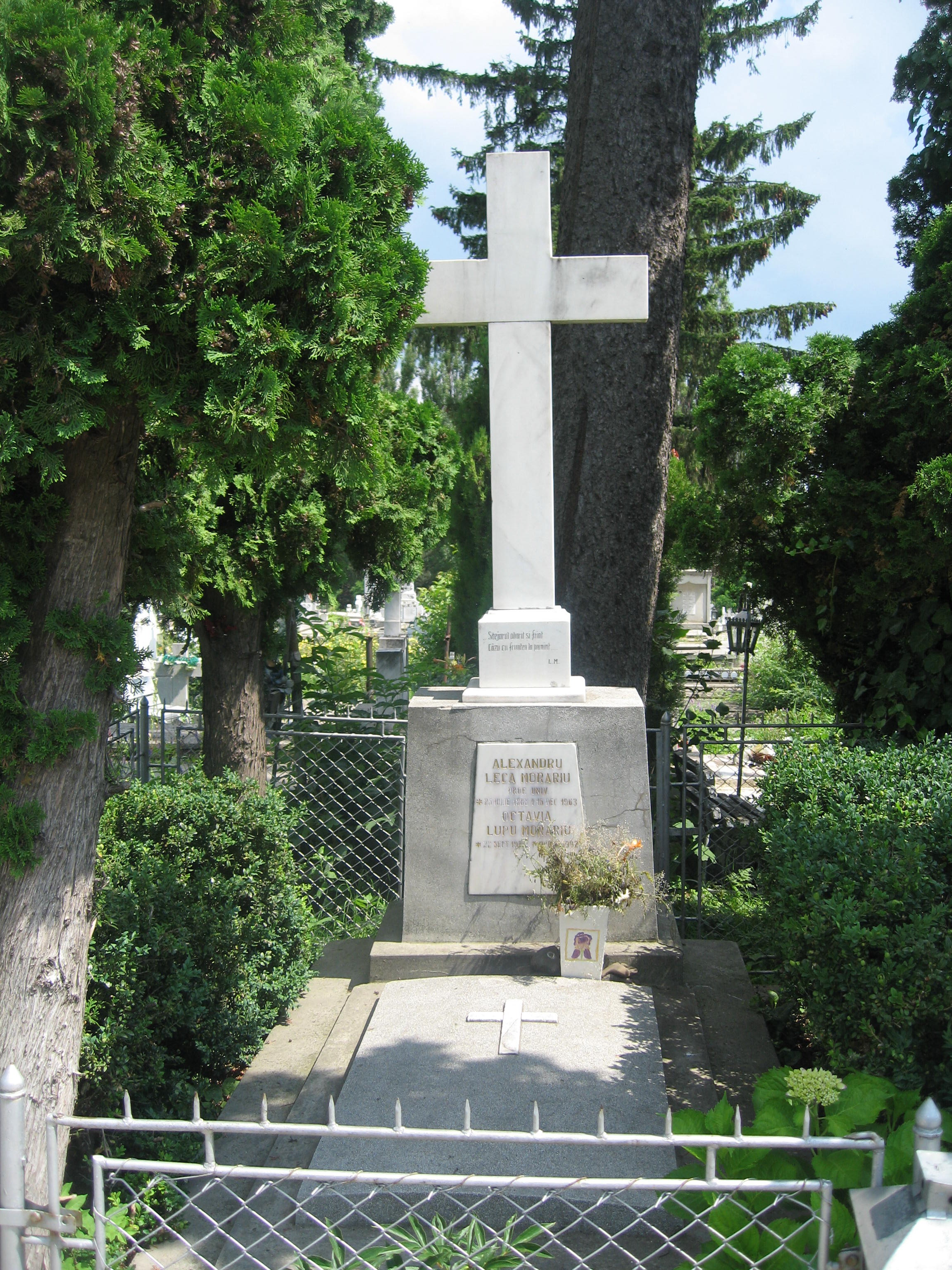
Mormântul prof. dr. Alexandru Leca Morariu în Cimitirul Pacea din Suceava

Alexandru (Leca) Morariu (n. 13/25 iulie 1888, Pătrăuți, județul Suceava – d. 15 decembrie 1963, Râmnicu Vâlcea) a fost un scriitor, publicist, folclorist, profesor universitar și istoric literar din Bucovina.

## Biografie
S-a născut în satul Pătrăuți din județul Suceava, într-o familie de intelectuali bucovineni. Tatăl său, preotul Constantin Morariu, a fost un scriitor naționalist și participant în „Procesul Arboroasei”, intentat studenților de teologie cernăuțeni în 1878.
Leca Morariu a efectuat studii la Facultatea de Litere și Filozofie din Cernăuți (1908-1912). În anul 1921 a obținut doctoratul în filologie la Cluj, cu teza “Morfologia verbului predicativ român”, elaborată sub îndrumarea lui Sextil Pușcariu.
După absolvirea facultății, a predat ca profesor suplinitor de latină și română la Liceul „Principele Carol” din Gura Humorului (1913-1914). După începerea primului război mondial, a fost mobilizat în perioada 1 august 1914 - 31 octombrie 1918 .
A predat între anii 1922-1940 ca profesor la Catedra de literatură modernă și folclor a Universității din Cernăuți, îndeplinind și funcția de decan al Facultății de Litere și Filozofie (1936-1938). În paralel cu activitatea didactică, a îndeplinit funcțiile de președinte al Societății “Armonia” și director al Teatrului Național din Cernăuți (1933-1935).
Leca Morariu a desfășurat o activitate culturală extrem de diversă și bogată la Cernăuți: a fost fondator și director al revistelor "Făt-Frumos" (1926-1944), "Buletinul Mihai Eminescu" (1930-1944), "Fond și Formă" (1938, 1944), a fost secretar de redacție la "Junimea literară" (1923-1927) și colaborator permanent la gazeta "Glasul Bucovinei". El a cules și publicat povești, poezii și cimilituri populare, a militat pentru constituirea folcloristicii ca disciplină autonomă și a ținut zeci de conferințe despre folcloristică, Mihai Eminescu, Ion Creangă și familia Porumbescu, istro-românism etc. De asemenea, a urmat cursuri de violoncel la nou-înființatul Conservator de muzică din Cernăuți, deși era deja cadru didactic universitar.
După ocuparea Bucovinei de Nord de către URSS în iunie 1940, catedra de literatură modernă și folclor a Facultății din Cernăuți a fost mutată pentru scurt timp în orașul Râmnicu Vâlcea, apoi a fost desființată în 1944. Profesorul Alexandru Leca Morariu, însoțit de soția sa Octavia Lupu Morariu (1903-1992), a părăsit Cernăuțiul la 21 martie 1944 și s-a refugiat în orașul de pe Olt. În anii '50-'60 ai secolului al XX-lea, el s-a întreținut predând ca profesor de violoncel la Școala de muzică și arte plastice din orașul vâlcean, în timp ce soția sa dădea lecții de pian. Ei au organizat și condus prima orchestră semisimfonică din oraș.
Leca Morariu a murit la Râmnicu Vâlcea, iar apoi soția sa s-a mutat în orașul Suceava în anul 1967. Rămășițele pământești ale profesorului Morariu au fost ulterior reînhumate în Cimitirul Pacea din Suceava. În prezent, a fost înființată Fundația Culturală „Leca Morariu”. O stradă centrală din municipiul Suceava îi poartă numele.

## Opera
Cărți
- Drumuri moldovene,(pe urmele lui Creangă) (Ed. Junimea Literară, 1925)
- De la noi (1915; reeditată de mai multe ori) - culegere de povești populare
- Iraclie și Ciprian Porumbescu (Ed. Muzicală, 1986)
- Viața: din carnetul unui român, prizonier în uniforma împăratului (Ed. Alfa, Iași, 2001)
- Eminescu. Note pentru o monografie (Ed. Timpul, Iași, 2001)
- Pe urmele lui Creangă și drumuri oltene (Ed. Timpul, Iași, 2004)
- Ion Creangă. Studii și note critice (Ed. Princeps Edit, Iași, 2008)

Reviste
- Făt-Frumos, revistă de literatură și folclor, 1926-1944
- Buletinul Mihai Eminescu, 1930-1944
- Fond și formă, critică generală și specială, specificul și pitorescul limbii, 1938 și 19344

## Expoziție virtuală
Expoziție virtuală dedicată împlinirii a 60 de ani de la trecerea în eternitate - BCU IAȘI

## Colecții digitalizate
Colecții digitalizate BCU IAȘI